# Östra Södermanlands Järnväg
|                                         |        | Mälaren S/S Mariefred     |                           |
| Haltepunkt / Haltestelle Streckenanfang | -0,447 | Mariefreds Ångbåtsstation | Mariefreds Ångbåtsstation |
| ehemaliger Haltepunkt / Haltestelle     | -0,194 | Värdshuset                | Värdshuset                |
| Bahnhof                                 | 0,000  | Mariefred                 | Mariefred                 |
| Haltepunkt / Haltestelle                | 0,648  | Gripsholmsviken           | Gripsholmsviken           |
| Bahnhof                                 | 0,962  | Hjorthagen                | Hjorthagen                |
| Bahnhof                                 | 2,059  | Marielund                 | Marielund                 |
| Haltepunkt / Haltestelle                | 2,565  | Jagbacken                 | Jagbacken                 |
| Abzweig geradeaus und von links         |        | von Taxinge-Näsby         | von Taxinge-Näsby         |
| Kopfbahnhof Streckenende                | 3,208  | Läggesta Nedre            | Läggesta Nedre            |

| Kopfbahnhof Streckenanfang                | 0,000 | Läggesta Nedre          | Läggesta Nedre          |
| Abzweig geradeaus und nach links          |       | nach Mariefred          | nach Mariefred          |
| Brücke über Wasserlauf                    |       | Skallaholmsbron (12 m)  | Skallaholmsbron (12 m)  |
| Abzweig geradeaus und ehemals nach rechts |       | Industrieanschlussgleis | Industrieanschlussgleis |
| Bahnhof                                   | 3,399 | Hedlandet               | Hedlandet               |
| Haltepunkt / Haltestelle                  | 4,460 | Sjöbygget               | Sjöbygget               |
| Haltepunkt / Haltestelle                  |       | Härnön                  | Härnön                  |
| Kopfbahnhof Streckenende                  | 7,594 | Taxinge-Näsby           | Taxinge-Näsby           |

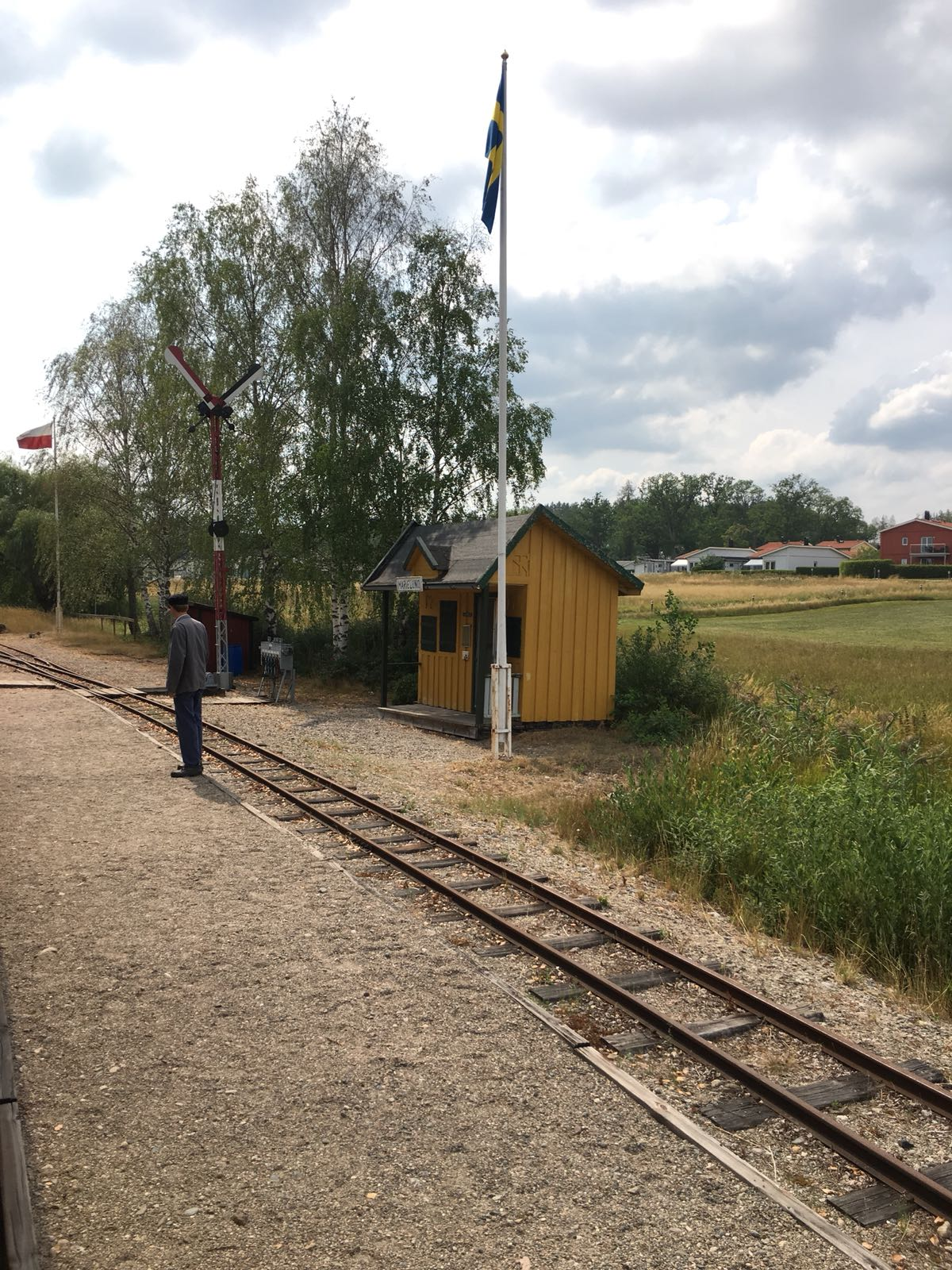
Bahnerhäuschen

Die Östra Södermanlands Järnväg (ÖSlJ) ist die älteste Museumseisenbahn Schwedens und befördert an den jährlich 80 bis 90 Betriebstagen rund 35.000 Passagiere. Östra Södermanlands Järnväg besitzt zwei Strecken in der Spurweite 600 mm. Beide Strecken waren ursprünglich normalspurig. Eingesetzt werden Dampf- sowie Dieselzüge.

## Geschichte
Am 30. September 1895 wurde die Strecke der privaten Norra Södermanlands Järnväg (NrSlJ) von Södertälje nach Eskilstuna mit den Zweigstrecken Åkers styckebruk–Strängnäs und Läggesta–Mariefred eröffnet. 1931 wurde die Strecke verstaatlicht und 1936 elektrifiziert. Am 27. September 1964 fuhr der letzte normalspurige Zug von Läggesta nach Mariefred.
Bereits im März 1958 gründeten Eisenbahnenthusiasten den Verein Svenska Järnvägsklubben (deutsch: Schwedischer Eisenbahnverein). Am 31. Mai 1959 begann der Verein mit dem Museumsbahnbetrieb bei der Ziegelei Lina nahe Södertälje. Im Dezember 1963 wurde die Museiföreningen Östra Södermanlands Järnväg (deutsch Museumsvereinigung Östra Södermanlands Järnväg) gegründet. Nach dem Umbau der Strecke Läggesta–Mariefred begann am 24. Juli 1966 der schmalspurige Betrieb. Problematisch war die Anlage eines südlichen Endpunktes an der Eisenbahnstrecke nach Södertälje und Eskilstuna. Hier gab es zu Museumsbahnzeiten drei Bahnhöfe: Läggestra Östra, Läggesta Södra und den aktuellen Bahnhof Läggesta Nedre.
1994 wurde der Betrieb auf der alten Bahnstrecke Södertälje–Eskilstuna eingestellt und mit dem Bau der neuen „Svealandbanan“ begonnen, die 1997 in Betrieb ging. 1999 nahm die Museumsbahn den Betrieb auf der Strecke Läggesta–Taxinge-Näsby auf, einem Teilstück der alten Strecke nach Södertälje. Zunächst fuhr ein Schienenbus auf dem nach der Stilllegung dieser Strecke verbliebenen Normalspurabschnitt. Ende August 2008 verkehrte der Schienenbus zum letzten Mal und der Umbau auf 600 mm Spur begann, der im Mai 2011 abgeschlossen wurde. Seitdem fahren die Züge bis nach Taxinge-Näsby, mit einem Richtungswechsel im Bahnhof Läggesta Nedre.
Am 29. Juli 2010 wurde die Strecke Mariefred–Läggesta Nedre bei einem Unwetter beschädigt, der Bahnhof Mariefred und das Bahnbetriebswerk standen unter Wasser. Ende Juli 2017 brannte ein Haus des Vereins in Mariefred, ursächlich dafür war Brandstiftung.

## Streckenverlauf
Von der neben der SJ-Station Läggesta gelegenen Station Läggesta Nedre führt eine rund vier Kilometer lange Strecke nach Mariefred. Die Strecke nach Mariefred verläuft an zwei weiteren Bahnhöfen vorbei, Marielund (mit Ausweichgleis) und Hjorthagen (mit Ausweich-Stumpfgleis). In Mariefred fährt der Zug im Sommer weiter zum Hafen und hat dort Anschluss an das Dampfschiff Mariefred. Dieses fährt nach Taxinge-Näsby oder Stockholm.
Der zweite Streckenteil von rund sieben Kilometer Länge führt nach Taxinge-Näsby. Zwischen diesen beiden Streckenteilen befindet sich der Mälarsee. Die Strecke nach Taxinge-Näsby war bis 1994 Teil der Bahnstrecke Stockholm–Eskilstuna. Der Umbau dieser Strecke von Normal- auf Schmalspur wurde im Mai 2011 vollendet und die Strecke am 25. Mai 2011 von König Carl XVI. Gustaf und Königin Sylvia mit einer Eröffnungsfahrt eingeweiht. Neben der Strecke werden die dazugehörenden Gebäude erhalten und renoviert. Auf dem See verkehren Passagierschiffe, unter anderem zwischen Mariefred und Taxinge, so dass eine Rundreise von Taxinge-Näsby nach Läggesta Nedre und umgekehrt möglich ist.
Die Strecke nach Taxinge Näsby beginnt mit einer zwei Kilometer langen Steigung und einer Brücke über den Mälarsee. Die Strecke liegt nahe am See, so dass eine Aussicht auf das Schloss Gripsholm an vielen Stellen möglich ist. Ungefähr in der Mitte des Astes Richtung Taxinge-Näsby liegt der Bahnhof Hedlandet mit einem Ausweichgleis. Danach entfernt sich die Bahn vom Mälarsee und der Zug erreicht die Haltestelle Sjöbygget. Nach Sjöbygget passiert der Zug Wiesen und dichten Wald. Schließlich wird der Bahnhof Taxinge-Näsby erreicht. Das Bahnhofsgebäude steht unter Denkmalschutz. In der Nähe des Bahnhofs befindet sich das Schloss Taxinge.

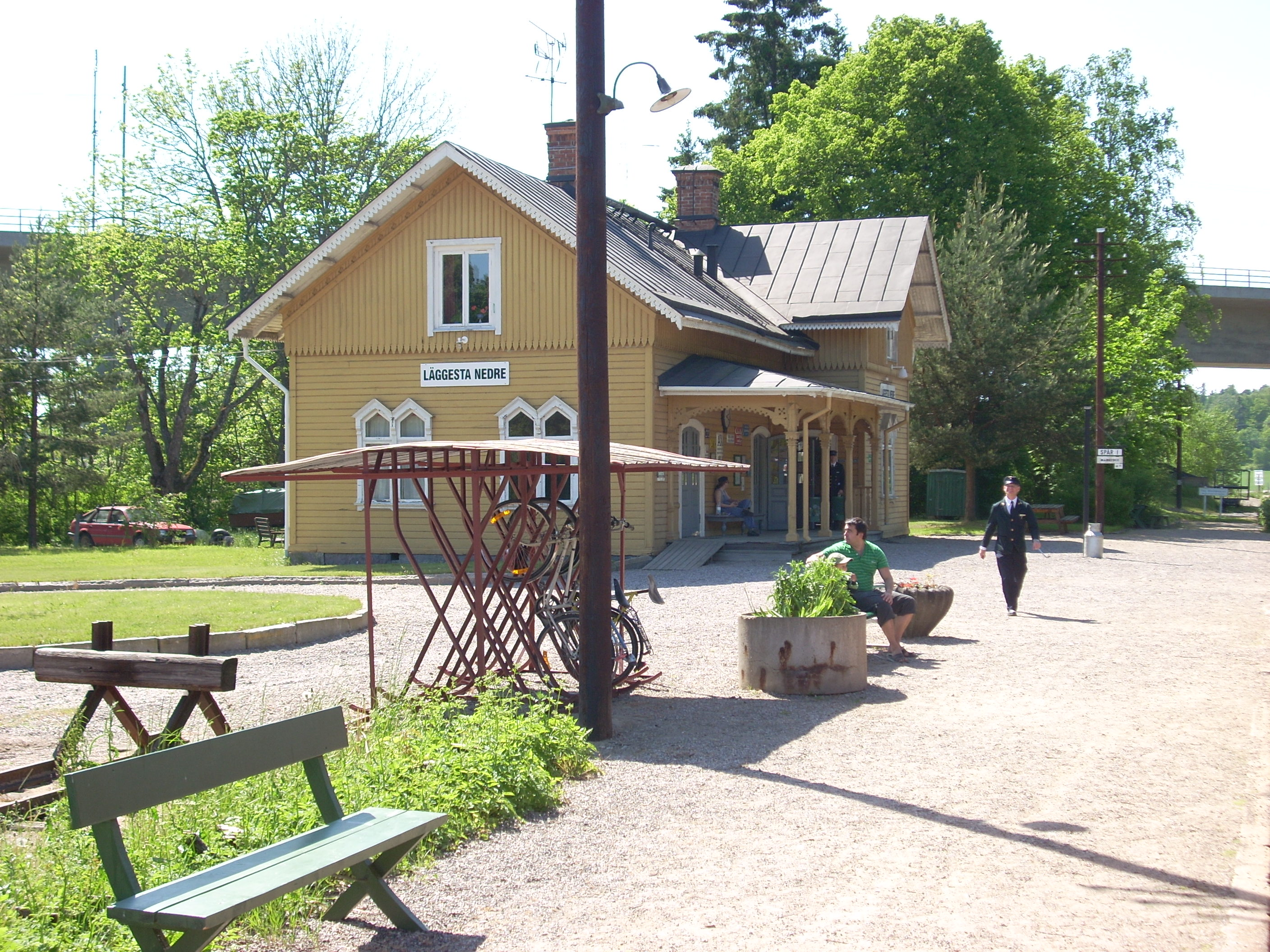
Bahnhof Läggesta Nedre
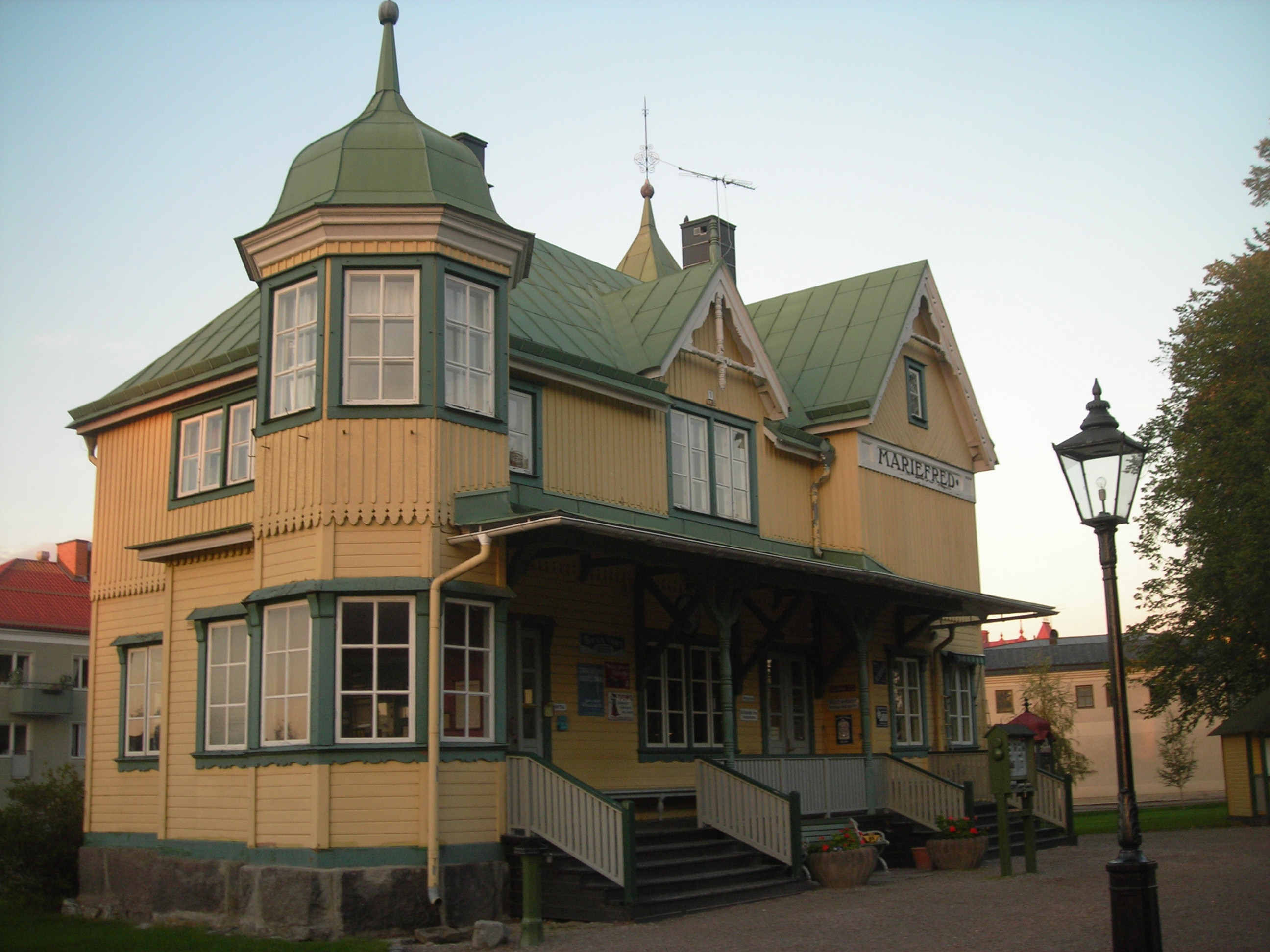
Bahnhof Mariefred
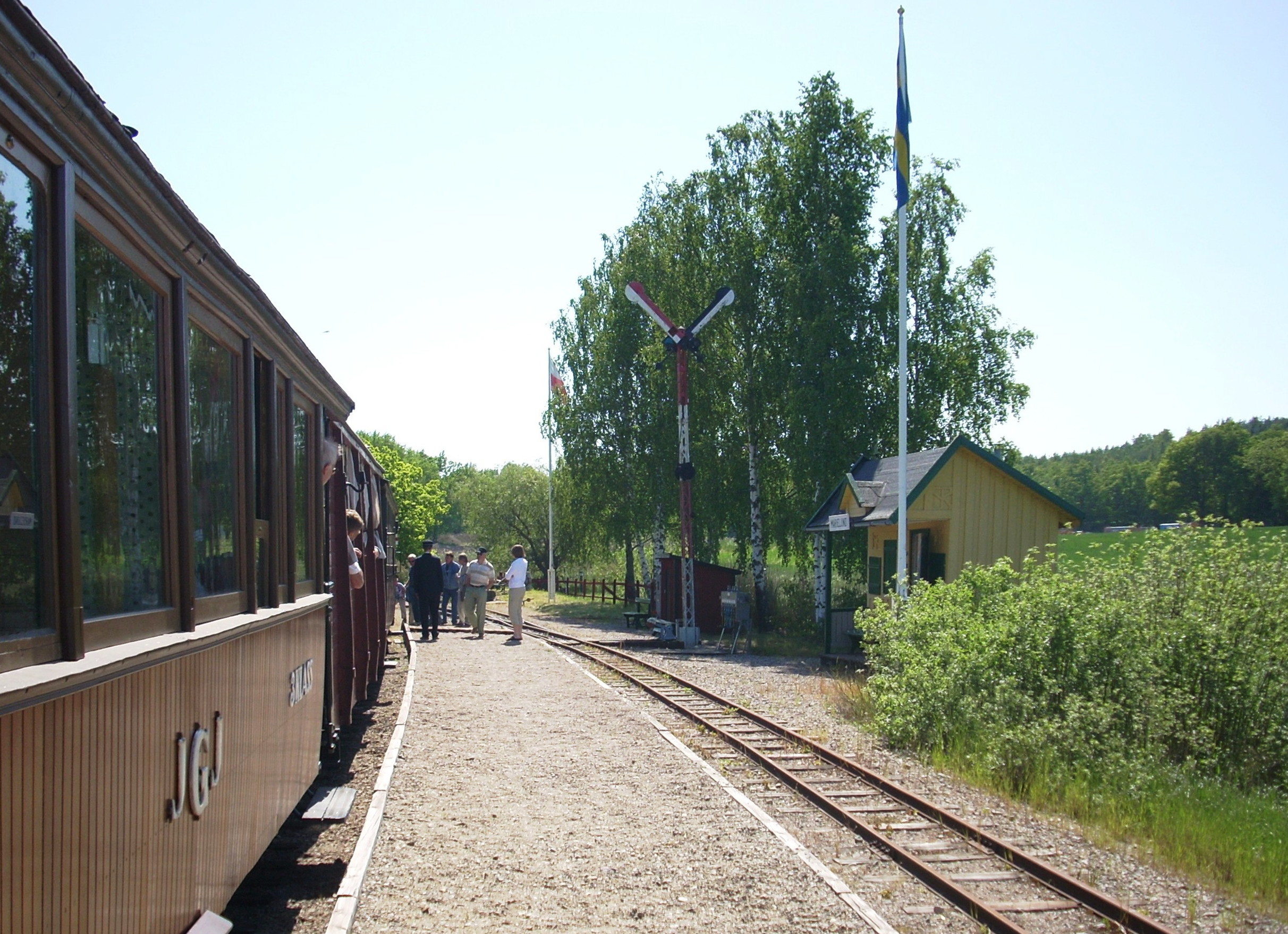
Bahnhof Marielund
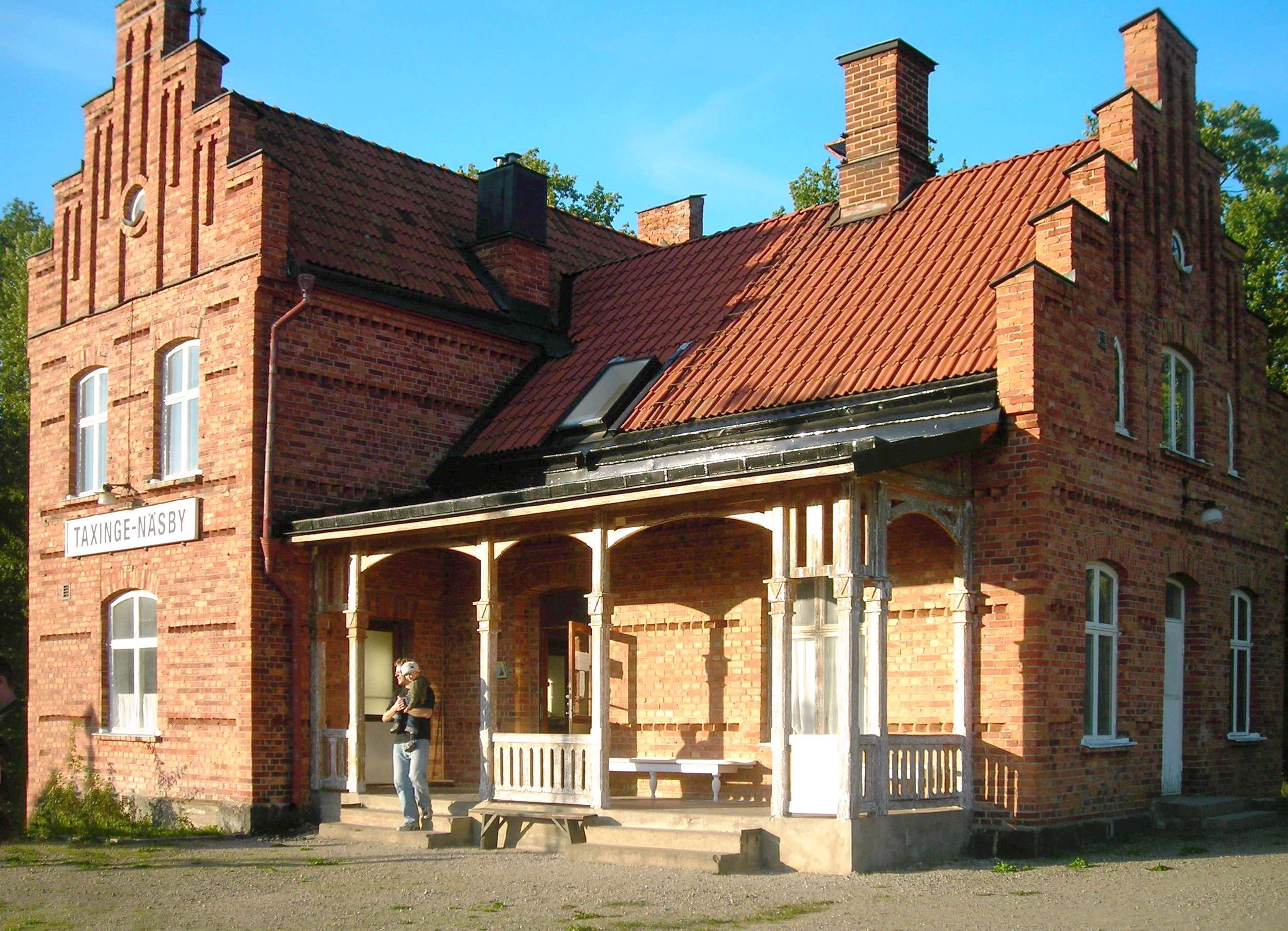
Bahnhof Taxinge-Näsby

## Fahrzeuge
Die Fahrzeuge stammen von den ehemals sieben öffentlichen Schmalspurbahnen mit 600 mm Spurweite und wenigen anderen Bahnen.
Der Fahrzeugbestand umfasst:
- 11 Dampflokomotiven

- - Nr. 1 Lotta, 1913, Orenstein & Koppel, betriebsfähig.
  - Nr. 2 Virå, 1901, Motala Verkstad, betriebsfähig.
  - Nr. 3 Dylta, 1918, Orenstein & Koppel. Heizrohren müssen gewechselt werden, nicht betriebsfähig.
  - Nr. 4 KM Nelsson, 1914, Motala Verkstad, 1’C1’, nicht betriebsfähig. Feuerbüchse und Kessel müssen überholt werden.
  - Nr. 5 Hamra, 1902, Orenstein & Koppel, B’B, betriebsfähig.
  - Nr. 6 Christina Hjelm, 1923, Hanomag, 2019 verkauft an Frankfurter Feldbahnmuseum
  - Nr. 7 Helgenäs, 1889, Hudswell, Clarke & Co., nicht betriebsfähig. Die Lok benötigt einen neuen Kessel.
  - Nr. 8 Emsfors, 1919, Sächsische Maschinenfabrik, Brigadelokomotive, nicht betriebsfähig.
  - Nr. 9 Nian, 1915, Motala Verkstad, 1’C1’, ausgeliehen, betriebsfähig.
  - Nr. 10 Avesta/Hunneberg, 1923, Orenstein & Koppel, seit 2017 wieder betriebsfähig.
  - Nr. KLJ 2 Lessebo, 1891, Munktells Mekaniska Verkstad, B’B. Ausgeliehen vom Schwedischen Eisenbahnmuseum, nicht betriebsfähig.

- 8 weitere Lokomotiven (Diesel und Akku):

- - Nr. 12 Grefven
  - Nr. 13 Munken
  - Nr. 14 Surahammar (nicht betriebsfähig)
  - Nr. 15 Garpen (Akkulokomotive)
  - Nr. 16 Aspa
  - Nr. 17 Emma Storvik
  - Nr. 18 Pyret
  - Nr. 19 Värtan
  - Nr. 21 Gaivoron, 1972, Kambarka

- 1 Triebwagen (Schienenbus, Diesel)
- 18 Personenwagen (14 betriebsfähig)
- 26 historische Güterwagen
- 16 Unterhaltswagen

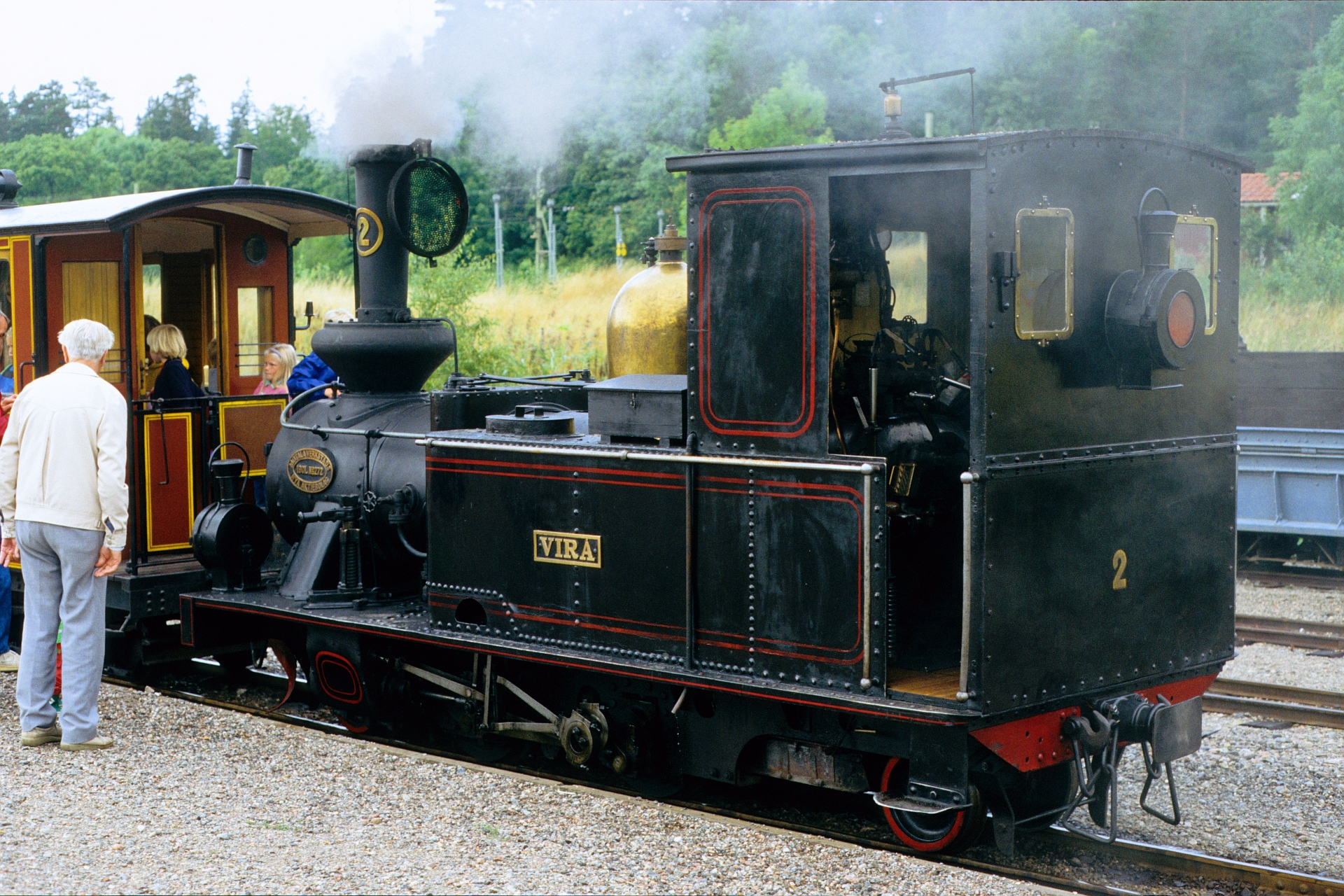
Virå
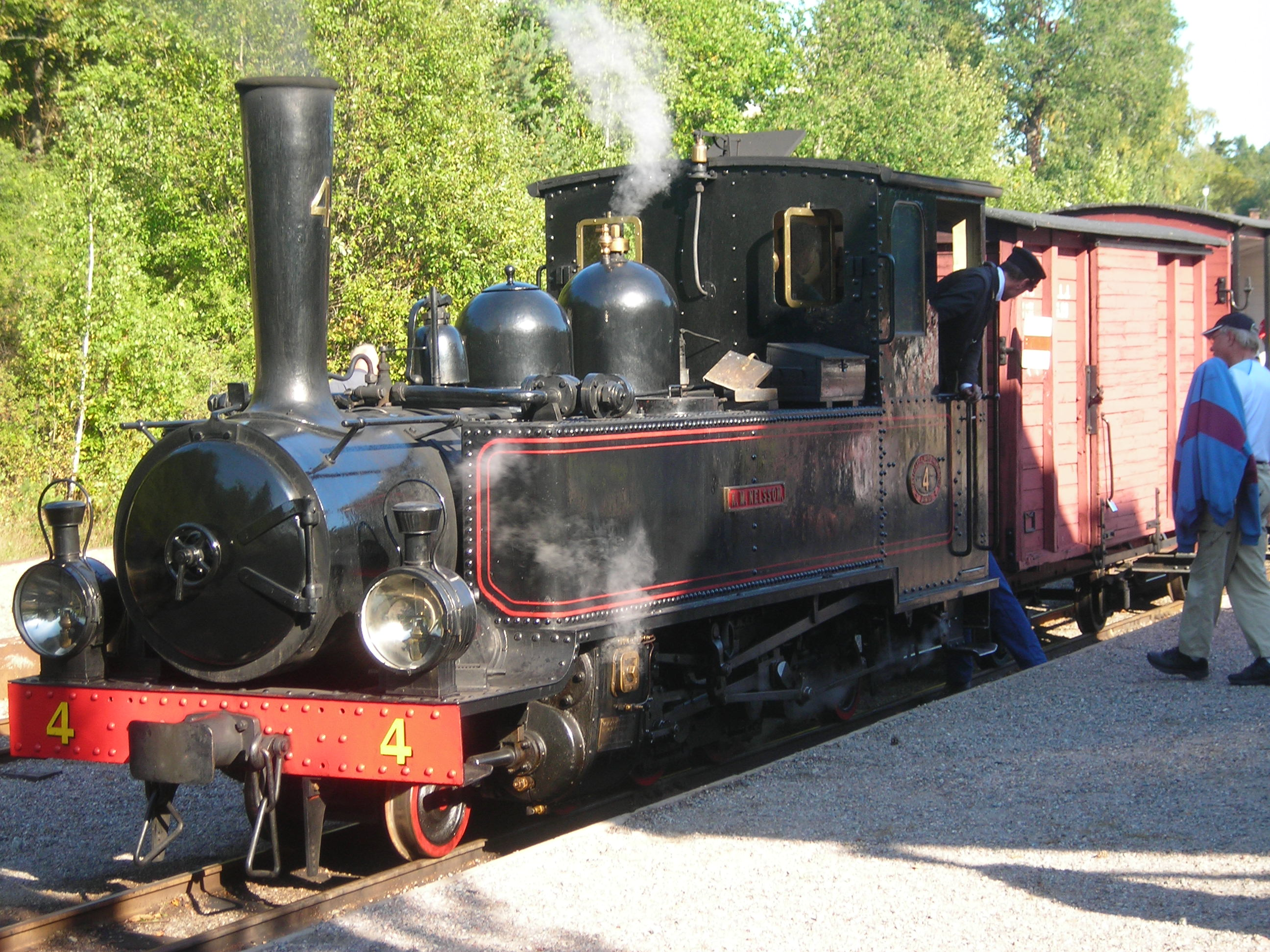
KM Nelsson
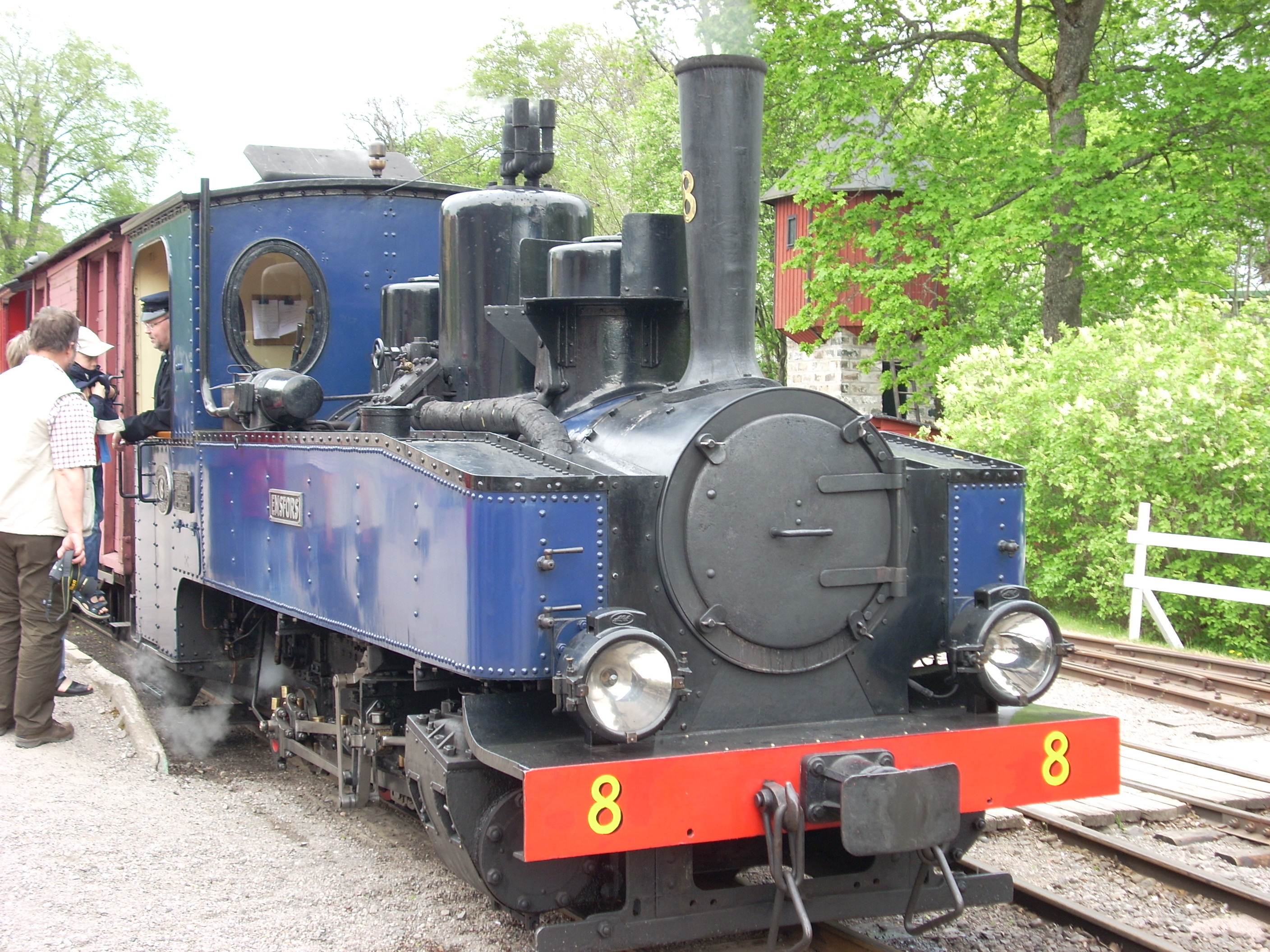
Emsfors
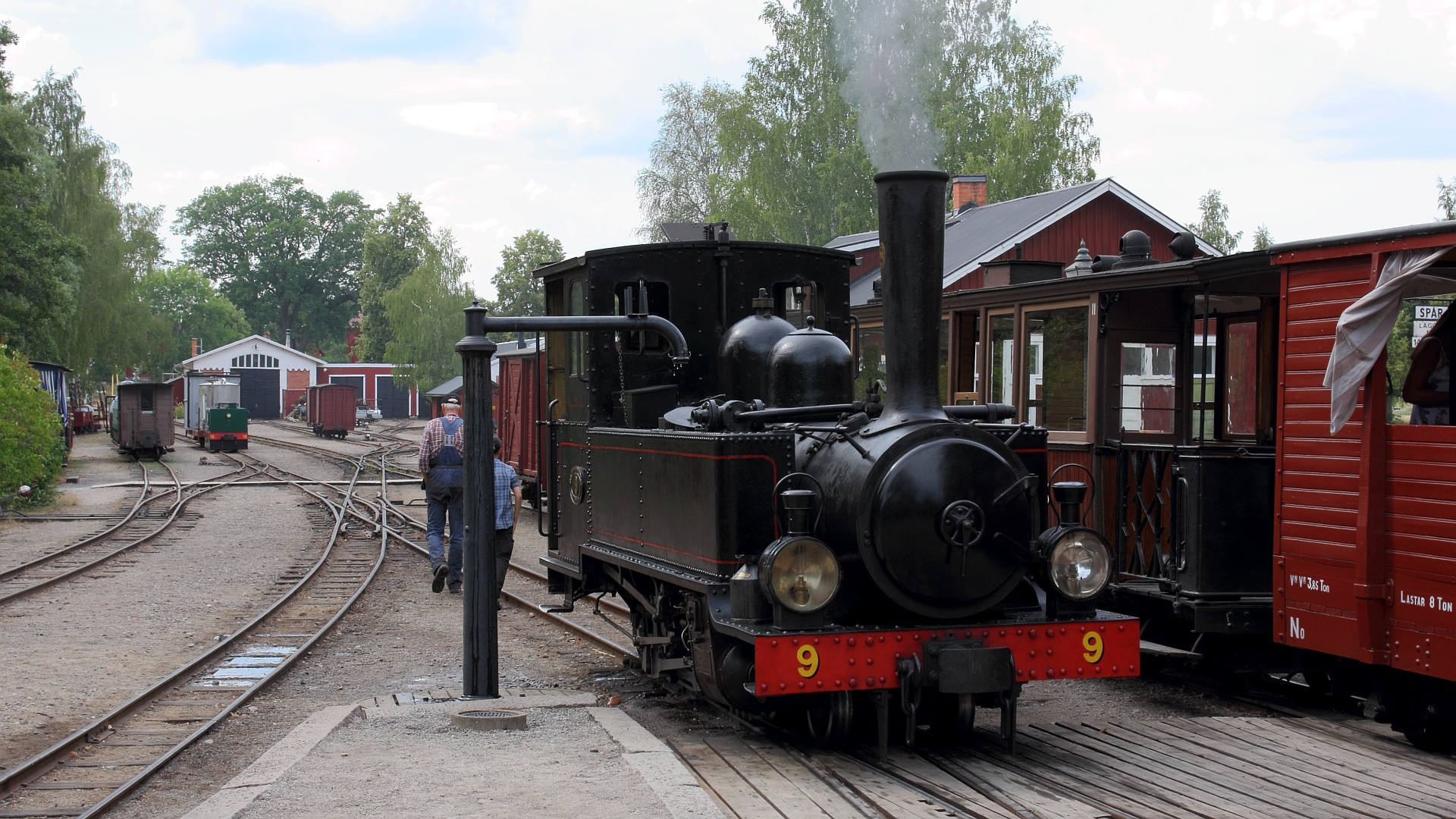
Nian
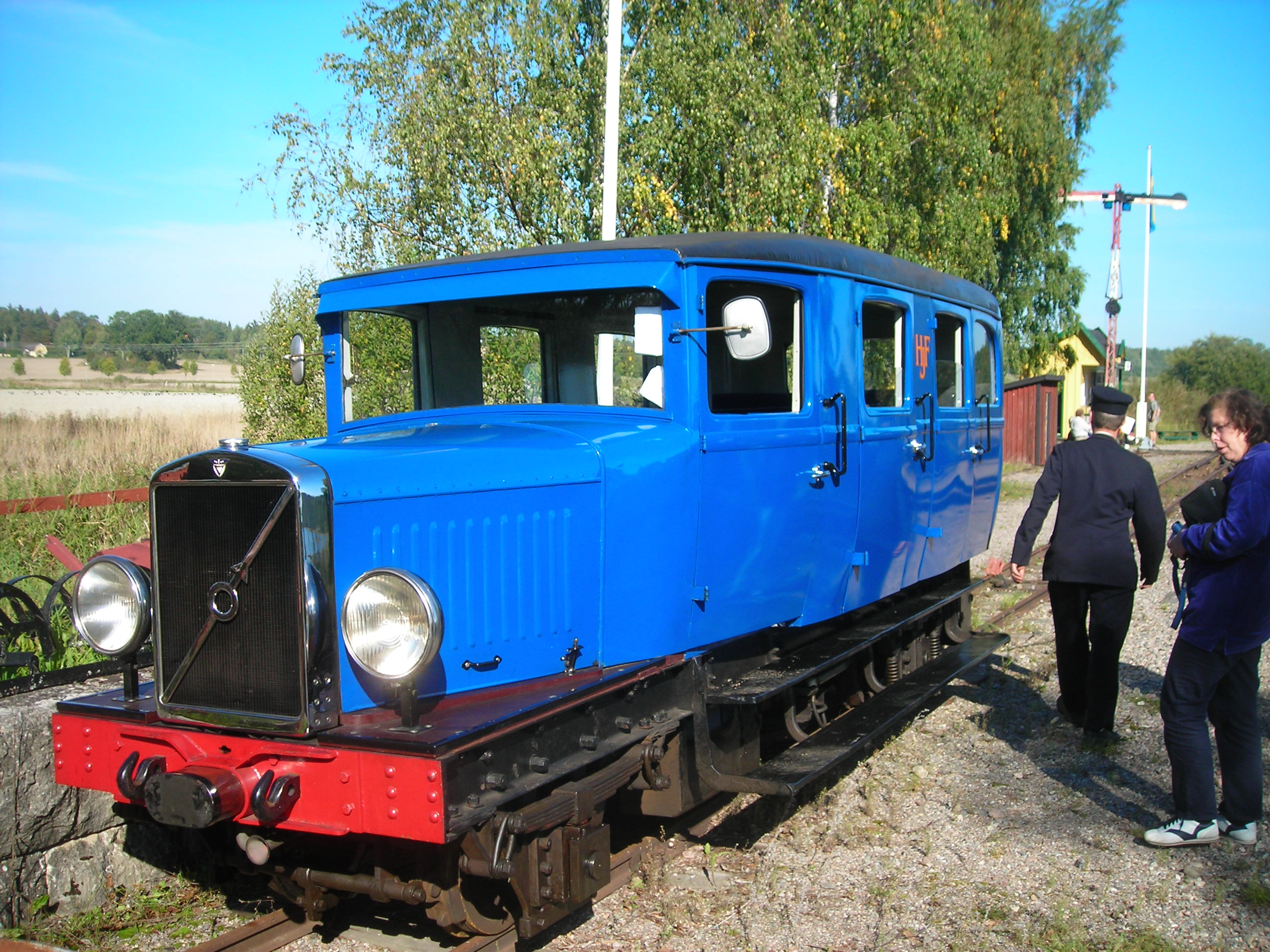
Schmalspur Schienenbus
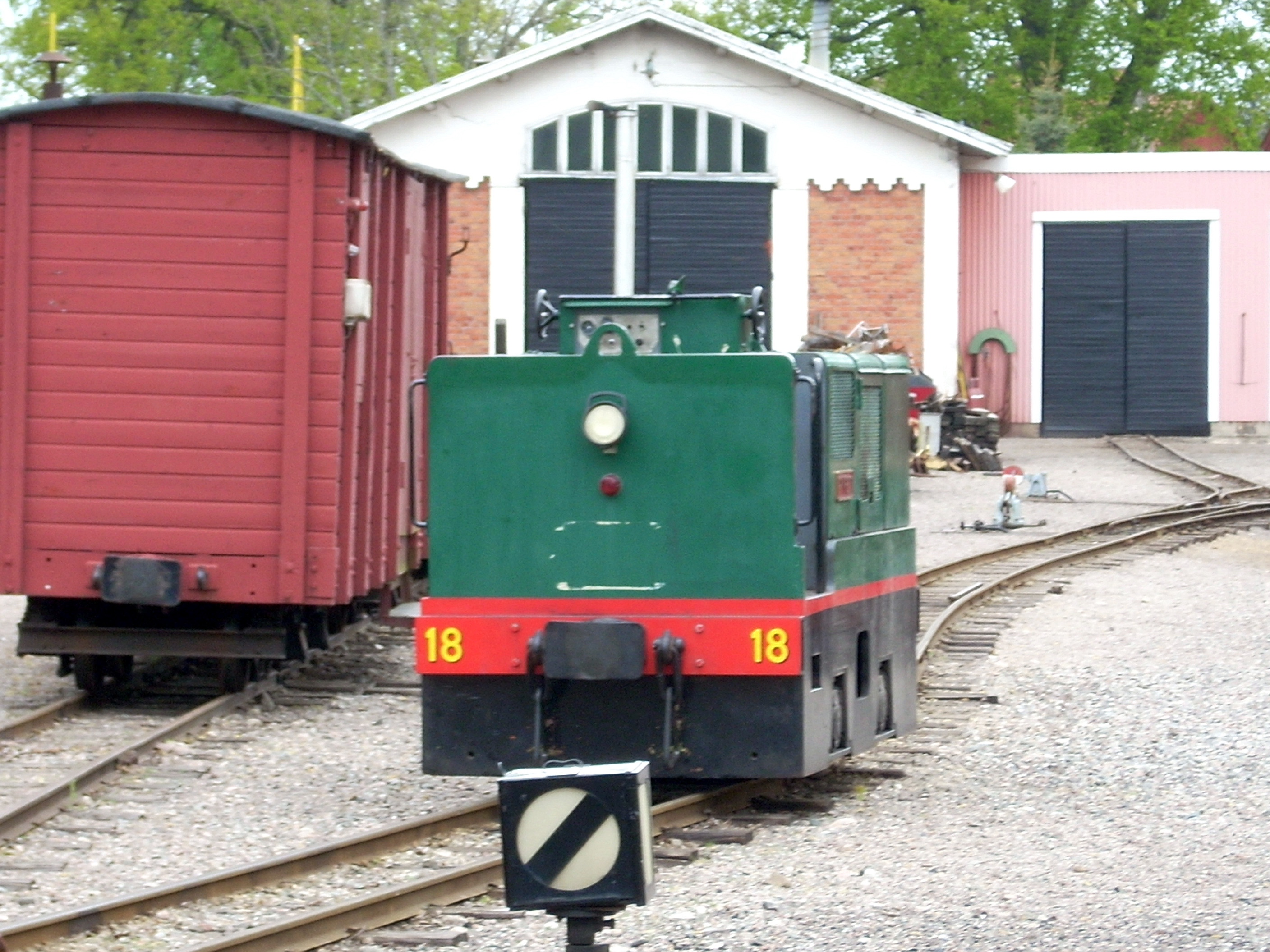
Pyret